# 杨柳镇 (宣城市)
杨柳镇，是中华人民共和国安徽省宣城市宣州区下辖的一个乡镇级行政单位。

## 行政区划
杨柳镇下辖以下地区：
杨柳社区、高桥村、柿木村、双乐村、兴洋村、华山村、新合村、三长村、新龙村、兴安村和安徽省周王茶场。